# Tecate (gemeente)
Tecate is een gemeente in de Mexicaanse deelstaat Baja California. De hoofdplaats van Tecate is Tecate. Tecate heeft een oppervlakte van 3079 km² waarmee het 4,39% van de oppervlakte van Baja California beslaat.
De gemeente heeft 91.034 inwoners (census 2005), 715 daarvan spreken een indiaanse taal.
Ensenada · Mexicali · Playas de Rosarito · Tijuana · San Felipe · San Quintín · Tecate